# Walter Ramsden
Walter Ramsden, né le 4 octobre 1868 et mort le 26 mars 1947, était un chimiste et physiologiste britannique. Il a découvert le phénomène maintenant connu sous le nom de stabilisation de Pickering en 1903, avant que l'effet ne soit redécouvert indépendamment par Percival Spencer Umfreville Pickering en 1907.
À l'âge de 14 ans, Walter Ramsden quitta la Manchester Grammar School pour étudier en privé à la maison. Il s'est ensuite inscrit au Keble College d'Oxford et y a obtenu un diplôme à l'école de physiologie. Grâce à une bourse de voyage en sciences médicales, le Radcliffe Traveling Fellowship, il partit étudier à Zurich, à Vienne, puis à l'hôpital Guy en Grande-Bretagne entre 1893 et 1896, obtenant un diplôme en chimie en 1897 et en médecine en 1902. En 1899, il a été élu Sheppard Medical Fellow du Pembroke College d'Oxford, et conserva cette bourse jusqu'à sa mort. À Oxford, il a été maître de conférences en chimie physiologique sous Francis Gotch jusqu'en 1913 et sous Charles Scott Sherrington pendant l'année universitaire 1913-1914.

Ramsden était un membre fondateur de la Biochemical Society en 1911. À partir de 1914, il est devenu Johnston Professor of Biochemistry à l'Université de Liverpool, où il resta jusqu'à sa retraite en 1931. Son prédécesseur était Benjamin Moore et son successeur était Harold Channon (1897-1979).

« Les travaux de recherche de Ramsden portaient principalement sur la chimie des protéines et la théorie des émulsions. Il a été l'un des premiers à apprécier l'importance des études physico-chimiques de surface en biologie, en particulier en relation avec la chimie des protéines. Après sa retraite, il retourna à Oxford, où il travailla, entre autres, sur les protéines de la soie. »

John Betjeman a écrit un poème à l'occasion de la mort de Ramsden, inspiré par une nécrologie de RB McCallum dans The Oxford Magazine.